# 2004年アテネオリンピックのポルトガル選手団
2004年アテネオリンピックのポルトガル選手団（2004ねんアテネオリンピックのポルトガルせんしゅだん）は、2004年8月13日から8月29日にかけてギリシャの首都アテネで開催された2004年アテネオリンピックのポルトガル選手団、およびその競技結果。

## 概要
今大会は銀メダル2個、銅メダル1個の合計3個のメダルを獲得した。

## メダル
| メダル | 選手名                   | 競技   | 種目             |
| ------ | ------------------------ | ------ | ---------------- |
| 銀     | フランシス・オビクウェル | 陸上   | 男子100m         |
| 銀     | セルジオ・パウリーニョ   | 自転車 | 男子ロードレース |
| 銅     | ルイ・シルバ             | 陸上   | 男子1500m        |